# Liste des archevêques d'Antananarivo
Liste des archevêques d'Antananarivo (Archidioecesis Antananarivensis). Antananarivo, anciennement Tananarive, est la capitale de Madagascar.

## Historique
La préfecture apostolique de Madagascar est créée en 1841, par détachement de celle de l'île Bourbon (aujourd'hui La Réunion), après la mort à Madagascar d'Henri de Solages, préfet apostolique de Bourbon, de Madagascar et de l'Océanie.
Elle est érigée en vicariat apostolique en 1848, rétrogradée au rang de préfecture apostolique dès 1849 du fait des difficultés pour pénétrer l'île, puis de nouveau érigée en vicariat apostolique le 5 mai 1885.
Celui-ci change de dénomination en 1898 pour devenir le vicariat apostolique de Madagascar Centrale, puis une nouvelle fois le 20 mai 1913 pour devenir le vicariat apostolique de Tananarive.
Il est érigé en archevêché le 14 septembre 1955 puis change de dénomination le 28 octobre 1989 pour devenir l'archevêché d'Antananarivo.

## Liste

### Est préfet apostolique
- décembre 1841-† 22 septembre 1847 : Pierre Dalmond (1800-1847), préfet apostolique de Madagascar.

### Est vicaire apostolique
- 3 octobre 1848-† 1er décembre 1849 : Alexandre Monnet (1812-1849), vicaire apostolique de Madagascar.

### Sont préfets apostoliques
- 1er décembre 1849-† 4 janvier 1872 : Louis Jouen (1805-1872), préfet apostolique de Madagascar.
- 6 août 1872-5 mai 1885 : Jean-Baptiste Cazet, préfet apostolique de Madagascar.

### Sont vicaires apostoliques
- 5 mai 1885-30 août 1911 : Jean-Baptiste Cazet (1827-1861), promu vicaire apostolique de Madagascar, puis vicaire apostolique de Madagascar Centrale (1898).
- 30 août 1911-7 mars 1927 : Henri Lespinasse de Saune (1850-1883), vicaire apostolique de Madagascar Centrale, puis vicaire apostolique de Tananarive.
- 15 février 1928-22 avril 1947 : Étienne Fourcadier (1867-1900), vicaire apostolique de Tananarive.
- 11 mars 1948-14 septembre 1955 : Victor Ier Sartre (1902-2000), vicaire apostolique de Tananarive.

### Sont archevêques
- 14 septembre 1955-12 janvier 1960 : Victor Ier Sartre (1902-2000), promu archevêque de Tananarive.
- 1er avril 1960-† 1er novembre 1975 : cardinal (28 avril 1969) Jérôme Rakotomalala (1913-1975), archevêque de Tananarive.
- 10 avril 1976-† 6 octobre 1993 : cardinal (24 mai 1976) Victor Razafimahatratra (1921-1993), archevêque de Tananarive, puis d'Antananarivo (28 octobre 1989).
- 3 février 1994-7 décembre 2005 : cardinal (26 novembre 1994) Armand Razafindratandra (1925-2010)
- 7 décembre 2005-5 juin 2023 : Odon Razanakolona (1946-)
- depuis le 5 juin 2023 : Jean de Dieu Raoelison (1963-)